# Yukarıbudak
Yukarıbudak ist ein Dorf im Landkreis Çemişgezek der türkischen Provinz Tunceli. Im Jahre 2011 lebten in Yukarıbudak 36 Menschen.